# Jordanische Basketballnationalmannschaft
Die jordanische Basketballnationalmannschaft repräsentiert das Königreich Jordanien bei Basketball-Länderspielen der Herren.

## Geschichte
Seit den 1980er Jahren ist Jordanien regelmäßiger Teilnehmer der Basketball-Asienmeisterschaft. Obwohl die jordanische Mannschaft schon viele Jahre bei den kontinentalen Meisterschaften mitspielt, gelang ihr lange Zeit keine Qualifikation für Olympische Spiele oder Weltmeisterschaften.
Erst bei den Asienmeisterschaften 2009 erreichte Jordanien mit dem dritten Platz die erste Medaillenplatzierung. Damit war Jordanien auch für die Weltmeisterschaft 2010 qualifiziert. Dort allerdings schied Jordanien nach der Vorrunde aus. Das bisher beste Ergebnis erreichte Jordanien bei den Asienmeisterschaften 2011 mit einem zweiten Platz. Das war gleichzeitig die Vorqualifikation für die Olympischen Spiele 2012 in London.
Bei dem letzten Qualifikationsturnier für die Olympischen Spiele in Venezuela im Juni 2012 überstand Jordanien wiederum die Vorrunde nicht und schied aus.

## Abschneiden bei internationalen Wettbewerben

### Olympische Spiele
| - bisher keine Teilnahme |

### Weltmeisterschaften
| - 2010 – 23. Platz - 2019 – 28. Platz - 2023 – 32. Platz |

### Asienmeisterschaften
| - 1983 – 6. Platz - 1986 – 9. Platz - 1987 – 10. Platz - 1991 – 8. Platz - 1993 – 9. Platz - 1995 – 17. Platz - 1997 – 7. Platz - 2003 – 10. Platz - 2005 – 7. Platz - 2007 – 5. Platz | - 2009 – Bronzemedaille - 2011 – Silbermedaille - 2013 – 7. Platz - 2015 – 9. Platz - 2017 – 8. Platz - 2022 – 4. Platz |

### Basketballwettbewerb bei denAsienspielen
| - 1986 – 4. Platz - 2006 – 4. Platz - 2010 – 7. Platz - 2014 – 11. Platz |